# Polypedilum trombetas
Polypedilum trombetas är en tvåvingeart som beskrevs av Bidawid 1996. Polypedilum trombetas ingår i släktet Polypedilum och familjen fjädermyggor. Inga underarter finns listade i Catalogue of Life.